# Hirschlach

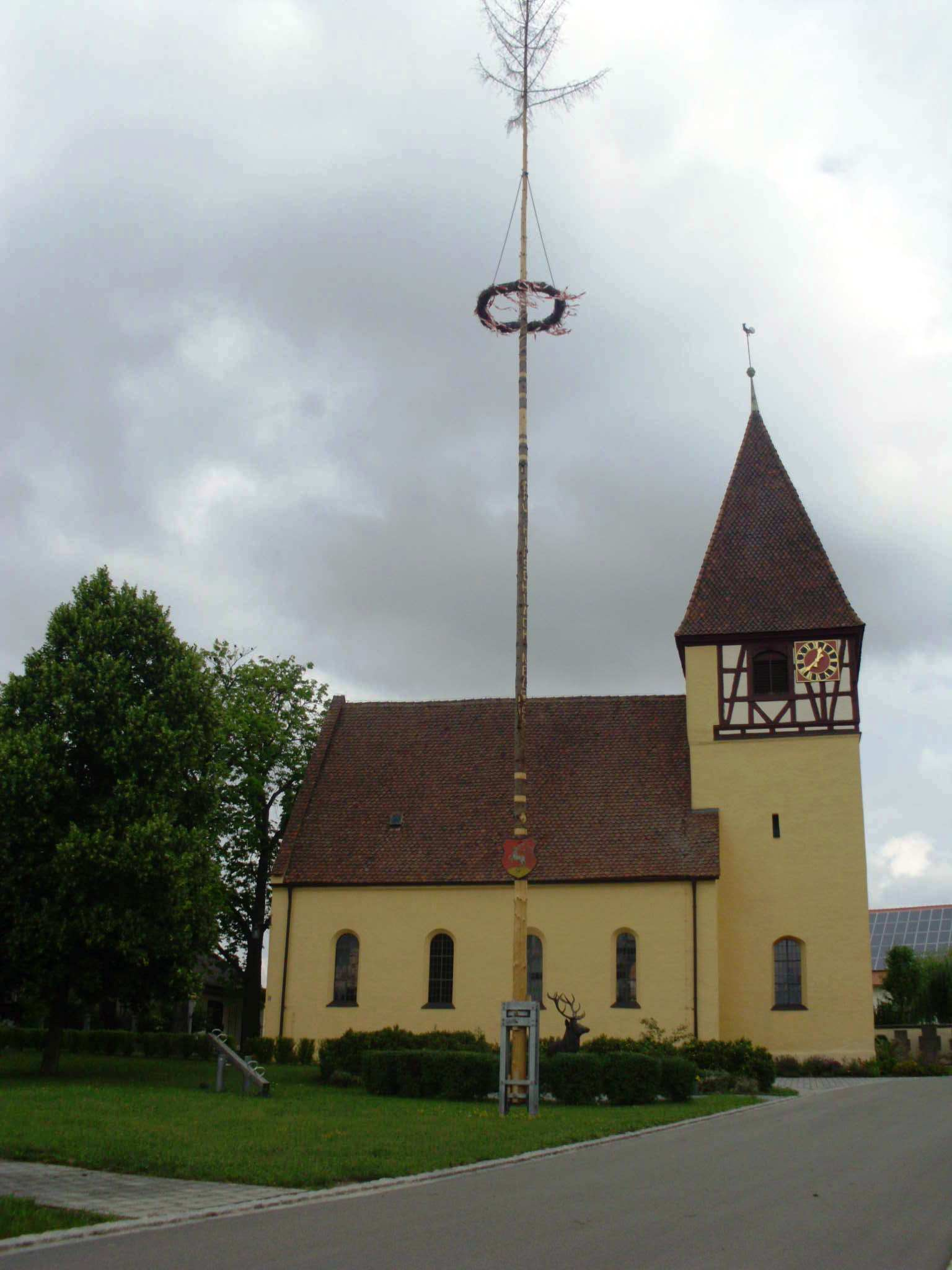
St.-Johannis-Kirche Hirschlach

Hirschlach (fränkisch: Hüaschlach) ist ein Gemeindeteil der Stadt Merkendorf im Landkreis Ansbach (Mittelfranken, Bayern). Die Gemarkung Hirschlach hat eine Fläche von 6,251 km². Sie ist in 560 Flurstücke aufgeteilt, die eine durchschnittliche Fläche von 11.161,79 m² haben. In ihr liegen neben dem namensgebenden Ort die Gemeindeteile Neuses und Triesdorf Bahnhof (zum Teil).

## Geografie
Das Kirchdorf liegt am nördlichen Rand des Naturschutzgebietes Wiesmet und besteht aus einem älteren Unterdorf am Hang zu den Altmühlwiesen im Süden und einem jüngeren Oberdorf, das sich nach Norden anschließt. Etwa 1 km südlich fließt die Altmühl, dazwischen verläuft der Bankertsgraben. Er entspringt westlich von Hirschlach und mündet im Südosten in den Schlegelsbühlgraben, einen Seitenarm der Altmühl.
Die Kreisstraße AN 59 führt zur Staatsstraße 2411 bei Ornbau (1,5 km westlich) bzw. über Heglau zur Bundesstraße 13 (2,7 km östlich). Eine Gemeindeverbindungsstraße führt an Neuses vorbei nach Triesdorf Bahnhof (2,7 km nördlich).

## Geschichte
In einer im 14. Jahrhundert kopierten Urkunde des bischöflichen Stuhls Eichstätt, die wohl 1208 anlässlich einer Visitation des Stiftes Herrieden durch den Eichstätter Bischof Hartwig dort entstand, wird in der Zeugenreihe ein „Hartwicus de Hirzlach“ als Eichstätter Ministeriale genannt. Das Dorf Hirschlach hatten die Herren von Hirschlach, eine Nebenlinie der Herren von Hofstetten, als Eichstätter Lehensgut inne; ein Gerhart de „Hirzlachen“ erscheint bereits in einem Beleg aus dem letzten Drittel des 12. Jahrhunderts (Kopie des 13. Jahrhunderts). Ein Beleg von 1245 nennt einen Heinrich Schenk von „Hirzelach“, ein Beleg von 1248 bringt Heinricus und Cunradus „de Hirzelach“ als Eichstätter Ministerialen. Zwei weitere Angehörige des Geschlechtes sind als Äbte des Klosters Heilsbronn nachweisbar: Henricus de Hirzlach, 1282–1302 und 1306–1317 der 13. Abt des Klosters, und Friedericus de Hirschlag, 1335–1350 der 17. Heilsbronner Abt. 1294 sind die Brüder F. und C. von Hirschlach in einer Urkunde des Hartmann Rindsmaul für das Kloster Heilsbronn genannt. Ihren Sitz, eine einfache Wehranlage in Form einer Wasserburg, hatten die Herren von Hirschlach südlich des heutigen Dorfrandes in der Flur „Im Burgstall“. 1530 starb das Geschlecht mit Carl Schenk von Hirschlach aus. Neben dem Ortsadel gab es in „Hirzlachn/Hirslachen“ (so in Urkunden von 1284 und 1312) noch weitere Grundherren, nämlich die Herren von Muhr, die Eichstätter Ministerialen Schenken von Arberg (verwandt mit dem Hirschlacher Ortsadel), ein Konrad Lörer und einige Nürnberger Bürger; deren Höfe und Güter – 21 an der Zahl – gingen durch Verkauf oder durch Schenkung bis 1343 an das Kloster Heilsbronn über. So verkauften 1311 Ulrich und Sophia von Muhr ihre beiden Höfe an das Kloster. Die Heilsbronner Besitzungen in „Hirzela“ bestätigte Papst Innozenz IV. 1249. 1333 bestätigte König Ludwig dem Kloster, dass seine Untertanen zu „Hirzlachen“ allein dem geistlichen (Kloster-)Gericht unterstehen. Die Herren von Hirschlach besaßen eine Burgkapelle, von der außer einem wieder aufgefundenen Taufstein nichts mehr vorhanden ist.
1447 wurde die heute evangelisch-lutherische St.-Johannis-Kirche errichtet. Die Dorf- und Gemeindeherrschaft und auch den Hirtenstab als Gewalt über den Dorfhirten und die Hutweiden hatte das Kloster Heilsbronn bis zu dessen Säkularisation im Zuge der Reformation 1529 inne. 1528 wurde im Markgrafentum Ansbach die Reformation eingeführt; dies betraf in Hirschlach die heilsbronnischen Anwesen, während der grundherrlich eichstättische Hof, der dem bischöflichen Kastenamt Ornbau unterstand, davon unberührt blieb. 1569 wurden durch Brandstiftung neun Höfe (acht heilsbronnische und ein eichstättischer) zerstört; der Markgraf von Ansbach und der Eichstätter Bischof unterstützten mit Bauholz den Wiederaufbau.
Im 16-Punkte-Bericht des Oberamts Windsbach aus dem Jahr 1608 wurden für Hirschlach 20 Mannschaften verzeichnet: 8 Höfe und 10 Güter unterstanden dem Verwalteramt Merkendorf, 1 Hof dem eichstättischen Kastenamt Ornbau. Außerdem gab es noch das Hirtenhaus und die Schmiede. Das Hochgericht übte das brandenburg-ansbachische Kasten- und Stadtvogteiamt Windsbach aus.
Im Dreißigjährigen Krieg wurde der Ort verwüstet. 1635 waren von den 22 Höfen des Dorfes 12 verödet und zwei abgebrannt. Der Wiederaufbau zog sich über Jahre hin.
Gegen Ende des 18. Jahrhunderts gab es in Hirschlach 22 Anwesen, eine Kirche und ein Schulhaus, ein Hirtenhaus und ein Wohnhaus. Das Hochgericht übte das Kasten- und Stadtvogteiamt Windsbach aus, die Dorf- und Gemeindeherrschaft hatte das Verwalteramt Merkendorf. Grundherren waren das Verwalteramt Merkendorf (7 Höfe, 1 Halbhof, 11 Güter, 2 Häuser) und das Kastenamt Arberg-Ornbau (1 Hof). Von 1797 bis 1808 unterstand der Ort dem Justiz- und Kammeramt Windsbach. Zu dieser Zeit gab es 19 Untertansfamilien.
1806 kam Hirschlach an das Königreich Bayern. Im Rahmen des Gemeindeedikts wurde im Jahr 1808 der Steuerdistrikt Hirschlach gebildet, zu dem Heglau und Neuses gehörten. Die Ruralgemeinde Hirschlach entstand im Jahr 1810 und war deckungsgleich mit dem Steuerdistrikt Hirschlach. Sie war in Verwaltung und Gerichtsbarkeit dem Landgericht Heilsbronn zugeordnet und in der Finanzverwaltung dem Rentamt Windsbach. Mit dem Zweiten Gemeindeedikt (1818) wurden zwei Ruralgemeinden gebildet:
- Heglau;
- Hirschlach mit Neuses.[26]

Von 1857 bis 1862 gehörte Hirschlach zum Landgericht Gunzenhausen, ab 1862 zum Bezirksamt Gunzenhausen (1939 in Landkreis Gunzenhausen umbenannt) und ab 1865 zum Rentamt Gunzenhausen (1919 in Finanzamt Gunzenhausen umbenannt). Die Gerichtsbarkeit blieb beim Landgericht Gunzenhausen (1879 in Amtsgericht Gunzenhausen umbenannt). Die Gemeinde hatte 1964 eine Gebietsfläche von 6,265 km².
1912 wurde die Gemeinde an das Stromnetz des Fränkischen Überlandwerkes angeschlossen. 1956 baute man in Hirschlach, 1970 in Neuses die Kanalisation. Unter ihrem letzten Bürgermeister Johann Reinwald wurde in der Gemeinde Hirschlach von 1966 bis 1970 die Flurbereinigung durchgeführt und in deren Rahmen für beide Orte Kläranlagen errichtet. 1972 wurde in Hirschlach der Friedhof erweitert, ein Leichenhaus sowie ein Feuerwehrhaus mit gemeindlicher Maschinenhalle gebaut. Drei Jahre später werden Hirschlach und Neuses an die Fernwasserleitung der Reckenberggruppe angeschlossen.
Seit 1972 gehört Hirschlach zum Landkreis Ansbach, ein Jahr später wurde es dem Amtsgericht Ansbach und dem Finanzamt Ansbach zugeordnet. Im Zuge der Gebietsreform in Bayern wurde sie am 1. Mai 1978 in die Stadt Merkendorf eingemeindet.
Neben der St. Johannis-Kirche steht das ehemalige, 1975 von der Gemeinde an Privat verkaufte Schulhaus: Zwar besuchten seit 1937 die Hirschlacher Kinder die Schule in Merkendorf, aber aufgrund des Zuzuges von kinderreichen heimatvertriebenen Familien wurde 1948 die Hirschlacher Schule wieder eröffnet, bis sie 1969 endgültig aufgelöst wurde. Das Gemeindehaus und das ehemalige Hirtenhaus wurden abgebrochen. 2001 wurde als Wahrzeichen von Hirschlach durch Merkendorfs damaligen Bürgermeister Karl Huber ein bronzener Hirsch auf dem Platz unterhalb der Kirche aufgestellt. Von 2006 bis 2012 erfolgte eine Dorferneuerung in Hirschlach.
In Neuses gibt es eine von Privatleuten betriebene Biogasanlage und in Hirschlach neben einer kommerziellen Brennholzaufbereitung ebenfalls eine private Biogasanlage.
Ein seit dem Jahr 1634 im Ort Uengershausen im Landkreis Würzburg ansässiges Bauerngeschlecht lässt sich mutmaßlich auf Hirschlach zurückverfolgen.

### Kirchliche Verhältnisse
Hirschlach, vor der Reformation eine Filiale der Pfarrei Ornbau mit eigener, bereits 1400 durch einen Ablassbrief des Erzbischofs Eyringus von Navarzan nachgewiesener Kapelle St. Johannes Baptist und St. Nikolaus mit eigenem Kirchenvermögen und Gotteshauspfleger und mit dem Kloster Heilsbronn als Patronatsherr, wurde mit der Reformation, der sich die Hirschlacher erst 1545 als Gesamtheit anschlossen, eine eigenständige evangelisch-lutherische Kirchengemeinde, die aber ab 1573 vom Kaplan oder später vom Diakon in Merkendorf, der als Pfarrer von Hirschlach fungierte, versorgt wurde. Er war gleichzeitig Schullehrer und wohnte später im Hirschlacher Mesner- und Schulhaus; eine Winterschule in Hirschlach ist schon für 1680 erwähnt. Auch heute wird der Ort vom Pfarramt Merkendorf aus verwaltet; 1578 war das Patronatsrecht nach Auflösung des evangelisch-lutherischen Klosterkonvents Heilsbronn auf das Fürstentum Ansbach übergegangen. Die katholische Untertanenfamilie des Kastenamtes Arberg-Ornbau blieb nach der Reformation nach Ornbau gepfarrt; erst 1810 wurde auch das katholische Haus Nr. 21 evangelisch und nach Hirschlach eingepfarrt.
Der Chor der Kirche St. Johannis wurde 1447 im Turmuntergeschoss erbaut, wie die Jahreszahl am Schlussstein des Chorgewölbes kundtut. 1569 kam ein Predigtstuhl in das Sakralgebäude, der 1588 durch einen anderen ersetzt wurde. 1603 wurde der Glockenstuhl neu gefertigt und 1607 gab es an der Kirche größere Bauarbeiten. 1621 wurde der Kirchturm um das Fachwerkstockwerk erhöht. 1656 musste das ziegelgedeckte Zeltdach des dreigeschossigen, in den Untergeschossen spätgotischen Kirchturms erneuert werden. 1726 erhielt die Kirche ihre erste Orgel, die man der Gemeinde Wald abkaufte und die man bereits 1787 durch ein neues, wohl größeres Instrument des Merkendorfer Orgelbauers Keim ersetzte; 1889 wurde die heutige Orgel aus dem Evangelischen Betsaal in Eichstätt übernommen. 1730 erhielt das Langhaus seine jetzige Form. 1796 wurde der Friedhof seiner Bestimmung übergeben, der 1864 und noch einmal 1973 von der politischen Gemeinde erweitert wurde. 1832 wurde das Fachwerk an der Westseite des Kirchturmes durch Mauerwerk ersetzt. Im Turm hängen heute vier Glocken (von der 2. Hälfte des 15. Jahrhunderts, von 1597, 1951 und 1976). 1889 schaffte man im Zuge einer größeren Renovierung der Kirche eine neugotische Inneneinrichtung an; das Altarbild des Auferstandenen wurde bei einer Renovierung 1965/66 durch ein großes Altarkreuz des Holzschnitzers Traxler aus Kapsdorf ersetzt. 1919 besorgte die Ortsgemeinde eine neue Turmuhr, die 1975 durch ein elektrisches Werk ersetzt wurde. Die Kirche besitzt zwei Taufbecken, ein 1959 wiedergefundenes romanisches Taufbecken mit neuem Sockel (wahrscheinlich aus der Burgkapelle der Herren von Hirschlach) und einen um 1966 angeschafften Taufstein. Der Kronleuchter stammt von 1988, die beiden Altarengel wurden 1994 von dem Künstlerehepaar Pfeiffer aus Mittelramstadt geschnitzt und 1996 zu beiden Seiten des Altarkreuzes angebracht.
Seit 1810 im Dekanat Windsbach, wurde die Pfarrei Hirschlach 1876 dem Dekanat Gunzenhausen angeschlossen.

### Baudenkmäler
- Haus–Nr. 6: Ehemaliges Gasthaus[40]
- Evang-luth. Kirche St. Johannis[40]

### Bodendenkmäler
In der Gemarkung Hirschlach gibt es fünf Bodendenkmäler.

### Einwohnerentwicklung
Gemeinde Hirschlach
| Jahr      | 1818   | 1840   | 1852   | 1855   | 1861   | 1867   | 1871   | 1875   | 1880   | 1885   | 1890   | 1895   | 1900   | 1905   | 1910   | 1919   | 1925   | 1933   | 1939   | 1946   | 1950   | 1952   | 1961   | 1970   | 1978   |
| Einwohner | 220    | 207    | 217    | 222    | 228    | 247    | 250    | 245    | 245    | 244    | 247    | 231    | 214    | 211    | 231    | 221    | 211    | 188    | 180    | 291    | 285    | 238    | 208    | 193    | 198    |
| Häuser    | 22     | 40     |        |        |        |        | 41     |        |        | 45     | 46     |        | 45     |        |        |        | 39     |        |        |        | 42     |        | 45     |        |        |
| Quelle    | [ 42 ] | [ 43 ] | [ 44 ] | [ 44 ] | [ 45 ] | [ 46 ] | [ 47 ] | [ 48 ] | [ 49 ] | [ 50 ] | [ 51 ] | [ 44 ] | [ 52 ] | [ 44 ] | [ 53 ] | [ 44 ] | [ 54 ] | [ 44 ] | [ 44 ] | [ 44 ] | [ 55 ] | [ 44 ] | [ 27 ] | [ 56 ] | [ 57 ] |

Ort Hirschlach
| Jahr      | 001818 | 001840 | 001861 | 001871 | 001885 | 001900 | 001925 | 001950 | 001961 | 001970 | 001987 | 002006 | 002010 | 002015 | 002020 |
| Einwohner | 160    | 153    | 150    | 166    | 135    | 122    | 125    | 184    | 135    | 119    | 142    | 145    | 144    | 136    | 126    |
| Häuser    | 14     | 25     |        |        | 28     | 27     | 22     | 26     | 29     |        | 28     |        |        |        |        |
| Quelle    | [ 42 ] | [ 43 ] | [ 45 ] | [ 47 ] | [ 50 ] | [ 52 ] | [ 54 ] | [ 55 ] | [ 27 ] | [ 56 ] | [ 58 ] | [ 59 ] | [ 1 ]  | [ 60 ] | [ 1 ]  |

## Politik

### Bürgermeister
| Bürgermeister   | Amtszeit                                 | Anmerkung                                                                          |
| --------------- | ---------------------------------------- | ---------------------------------------------------------------------------------- |
| Michael Hahn    | 1854                                     | Ortsvorsteher; Hirschlach                                                          |
| Georg Beyßer    | 1877                                     | Ortsvorsteher; Hirschlach                                                          |
| Michael Hahn    | 1894–1912                                | Bürgermeister; Hirschlach (ab dato wird die Bezeichnung „Bürgermeister“ verwendet) |
| Georg Höger     | 1912–1924                                | Hirschlach                                                                         |
| Johann Reinwald | 1924–1945                                | Hirschlach                                                                         |
| Michael Gesell  | 1945–1947                                | Neuses                                                                             |
| Karl Beyser     | 1947–1949                                | Hirschlach (er verunglückte am 27. Juni 1949 tödlich)                              |
| Johann Rück     | 1949–1966                                | Hirschlach                                                                         |
| Johann Reinwald | 1966–30.04.1978 (Auflösung der Gemeinde) | Hirschlach                                                                         |

### Wappen
Die Gemeinde führte von 1956 bis zu ihrer Auflösung 1978 ein eigenes Wappen. Die Blasonierung lautet: „In Rot auf goldenem Rasen ein springender Hirsch,“ das Geschlechterwappen des ehemaligen Ortsadels.

## Vereine
- Freiwillige Feuerwehr Hirschlach-Neuses e. V., 1894 gegründet.[64]
- Landfrauen Hirschlach-Neuses
- Dorfgemeinschaft Hirschlach-Neuses e. V.

## Regelmäßige Veranstaltungen
Hirschlach feiert seine Kirchweih immer am Sonntag nach St. Johannis mit einem Festgottesdienst am Morgen und einer Kirchweihserenade am Abend.
Die evangelisch-lutherische Kirchengemeinde Hirschlach veranstaltet jährlich in den Sommermonaten ein Gemeindefest für Hirschlach und Neuses um die St. Johannis-Kirche Hirschlach.

## Söhne des Ortes
- Heinrich von Hirschlach, 13. Abt des Heilsbronner Klosters (1282–1317)
- Friedrich von Hirschlach, 17. Abt des Heilsbronner Klosters (1345–1350)